# Amund Svensson
Amund Svensson (rođen 21. travnja 1978.), poznatiji kao Psy Coma i Blackheart je norveški glazbenik i skladatelj.
Je jedan od osnivača sastava The Kovenant, zajedno s Nagashom, gdje svira na gitaru i klavijature. Također bio je član sastava Troll.

## Diskografija
- The Kovenant – In Times Before the Light (1997.)
- The Kovenant – Nexus Polaris (1998.)
- The Kovenant – Animatronic (1999.)
- Troll – Universal (2001.)
- The Kovenant – SETI (2003.)